# Unidade (Letônia)
A Unidade (em letão: Vienotība) é um partido político da Letónia. Foi fundada em 2010 como uma coligação eleitoral entre 3 partidos de centro-direita: Partido da Nova Era, União Cívica e a Sociedade por uma Mudança Política.
Estes partidos juntaram-se, de maneira a fazer frente ao "Harmonia", partido da minoria russa e, também, evitar que os 3 partidos de centro-direita tivessem maus resultados em separado.
Em 6 de agosto de 2011, a coligação transformou-se num partido só, mantendo o nome adotado pela coligação.
O partido segue uma linha conservadora liberal, claramente de centro-direita e, defendo o federalismo europeu. O atual líder do partido é Arturs Krišjānis Kariņš, primeiro-ministro da Letónia desde 2019.

## Resultados eleitorais

### Eleições parlamentares
| Data | CI. | Votos   | %            | +/-  | Deputados | +/-  | Status  |
| ---- | --- | ------- | ------------ | ---- | --------- | ---- | ------- |
| 2010 | 1.º | 301 424 | 31,9 / 100,0 | Novo | 33 / 100  | Novo | Governo |
| 2011 | 3.º | 172 567 | 18,8 / 100,0 | 13,1 | 20 / 100  | 13   | Governo |
| 2014 | 3.º | 199 535 | 21,9 / 100,0 | 3,1  | 23 / 100  | 3    | Governo |
| 2018 | 7.º | 56 542  | 6,7 / 100,0  | 14,2 | 8 / 100   | 15   | Governo |
| 2022 | 1.º | 173 425 | 19,2 / 100,0 | 12,5 | 26 / 100  | 18   | Governo |

### Eleições europeias
| Data | CI. | Votos   | %            | +/-  | Deputados | +/-  |
| ---- | --- | ------- | ------------ | ---- | --------- | ---- |
| 2014 | 1.º | 204 979 | 46,2 / 100,0 | Novo | 4 / 8     | Novo |
| 2019 | 1.º | 124 193 | 26,2 / 100,0 | 20,0 | 2 / 8     | 2    |